# Bistum Surabaya
Das Bistum Surabaya (lateinisch Dioecesis Surabayana) ist eine in Indonesien gelegene römisch-katholische Diözese mit Sitz in Surabaya.

## Geschichte
Papst Pius XI. gründete die Apostolische Präfektur Surabaia mit dem Breve Surabaia am 15. Februar 1928 aus Gebietsabtretungen des Apostolischen Vikariats Batavia. Sie wurde am 16. Oktober 1941 zum Apostolischen Vikariat erhoben.
Es wurde am 3. Januar 1961 zum Bistum erhoben, das dem Erzbistum Semarang als Suffraganbistum unterstellt wurde. Am 22. August 1973 nahm es den aktuellen Namen an.

## Ordinarien

### Apostolischer Präfekt von Surabaia
- Teofilo Emilio de Backere CM (6. Juni 1928–1937, gestorben)
- Michele Verhoeks CM (22. Oktober 1937 – 16. Oktober 1941)

### Apostolischer Vikar von Surabaia
- Michele Verhoeks CM (16. Oktober 1941 – 8. Mai 1952, gestorben)
- Jan Antonius Klooster CM (19. Februar 1953 – 3. Januar 1961)

### Bischof von Surabaia
- Jan Antonius Klooster CM (3. Januar 1961 – 22. August 1973)

### Bischöfe von Surabaya
- Jan Antonius Klooster CM (22. August 1973 – 2. April 1982, zurückgetreten)
- Aloysius Josef Dibjokarjono (2. April 1982 – 26. März 1994, emeritiert)
- Johannes Sudiarna Hadiwikarta (26. März 1994 – 13. Dezember 2003, gestorben)
- Vincentius Sutikno Wisaksono (3. April 2007 – 10. August 2023, gestorben)
- Agustinus Tri Budi Utomo (seit 29. Oktober 2024)